# ICNIRP
ICNIRP (acrònim de International Commission on Non-Ionizing Radiation Protection) és una comissió internacional especialitzada en la protecció contra la radiació no ionitzant. Les activitats de l'organització inclouen el determinar els límits d'exposició als camps electromagnètics característics de dispositius com telèfons mòbils. ICNIRP és una organització de caràcter independent, científica i sense ànim de lucre. La seva seu és a Alemanya i va ser fundada el 1992 per l'IRPA (International Radiation Protection Association).

## Funcions
- Avaluació del coneixement científic envers la protecció contra radiació no ionitzant (ràdio, microones, ultraviolats i infrarroig).
- Cooperació internacional per establir uns patrons de mesura i avaluació dels nivells de radiació.
- Creació de societats anàlogues arreu del món.
- Propagació, divulgació i publicació de temes relacionats amb la protecció en front a radiacions (causes, sistemes de protecció).